# Тарасовское (Ленинградская область)
Тарасовское (до 1948 года Наурисъярви, фин. Naurisjärvi) — деревня в Приморском городском поселении Выборгского района Ленинградской области.

## Название
В 1948 году станция и пристанционный посёлок Наурисъярви получили новое наименование — Тарасовское. Переименование было утверждено указом Президиума ВС РСФСР от 1 октября 1948 года.

## История
Станция под названием Пастакеанлинна (фин. Pastakeanlinna) была открыта 1 сентября 1916 года, с составе первой очереди линии Зеленогорск — Приморск — Выборг.
30 апреля 1919 года станция была переименована в Наурисъярви (фин. Naurisjärvi). Это была небольшая станция c одним главным и тремя боковыми путями. Два из них располагались к северу от главного пути и примыкали к нему в форме трапеции. Третий, тупиковый, начинался в западной горловине, заканчивался у пассажирской платформы. Около него существовала небольшая высокая грузовая платформа, сложенная из гранитных блоков, сохранившаяся до наших дней.
Для того чтобы разместить пути станции, пришлось соорудить насыпь, которая разделила озеро Наурисъярви (фин. Naurisjärvi), ныне Белянское, на две неравные части.

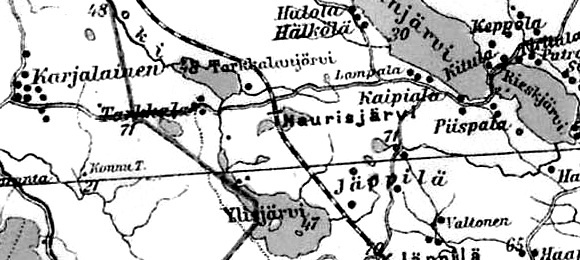
Станция Наурисъярви на финской карте 1923 года

До 1939 года станция Наурисъярви входила в состав волости Куолемаярви Выборгской губернии Финляндской республики.
Согласно административным данным 1966 и 1973 годов деревня Тарасовское находилась в составе Рябовского сельсовета.
По данным 1990 года деревня Тарасовское находилась в составе Краснодолинского сельсовета.
В 1997 году в деревне Тарасовское Краснодолинской волости проживали 7 человек, в 2002 году — 3 человека (русский, белорус и карел).
В 2007 году в деревне Тарасовское Приморского ГП проживали 4 человека, в 2010 году — 3 человека.

## География
Деревня расположена в западной части района к востоку от автодороги 41К-411 (подъезд к пионерлагерю «Зеркальный»).
Расстояние до административного центра поселения — 15 км.
В деревне находится железнодорожная платформа Тарасовское на 87,95 км перегона Приветненское — Куолемаярви линии Зеленогорск — Приморск — Выборг. 
Деревня находится на берегах озёр Весёлого и Белянского.

## Демография
| 2007 | 2010 | 2017 | 2021 |
| ---- | ---- | ---- | ---- |
| 4    | ↘3   | ↗4   | ↗5   |

## Фото

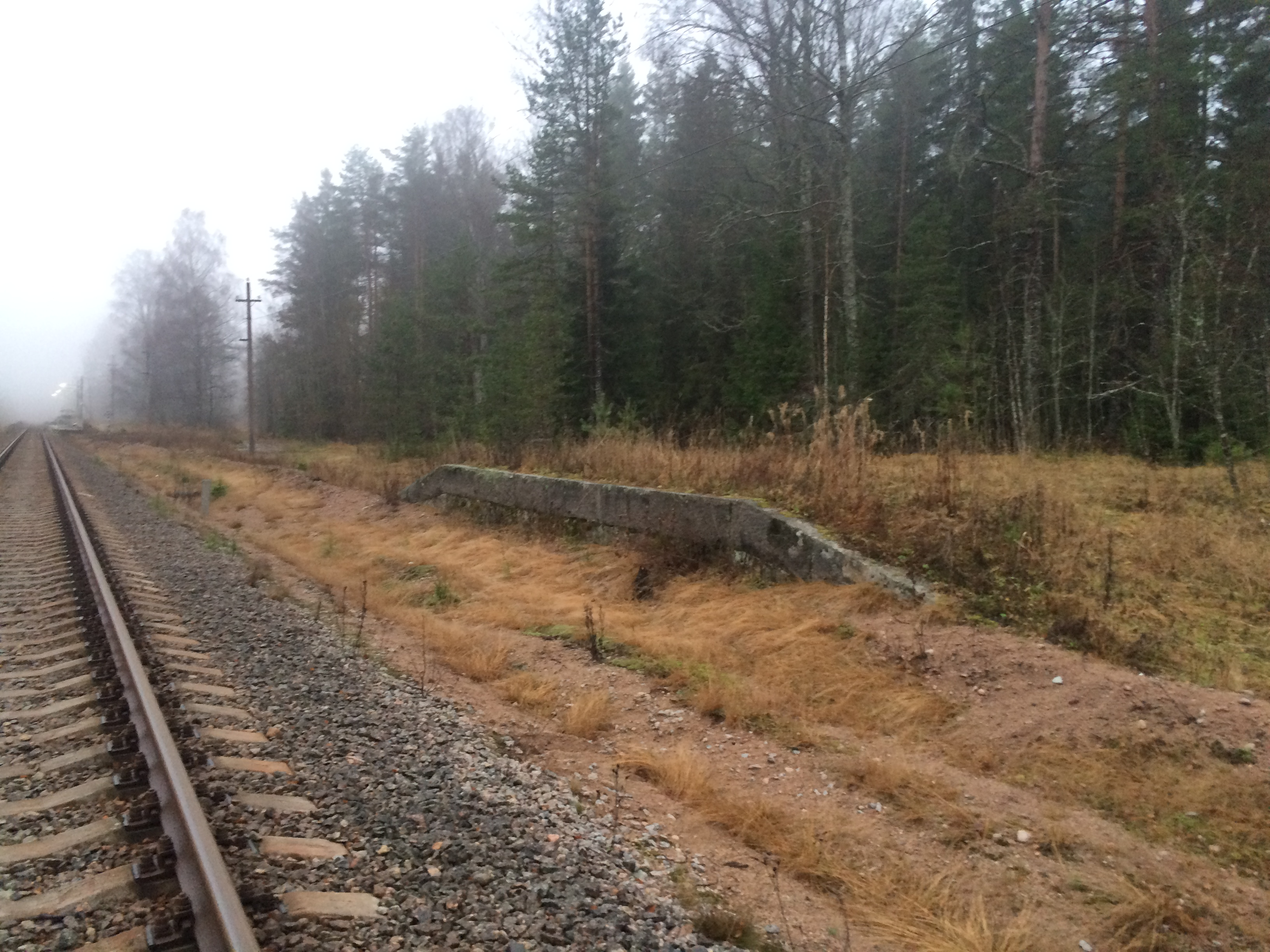
Финская грузовая платформа. 2019 год